# Amputação no registo paleopatológico

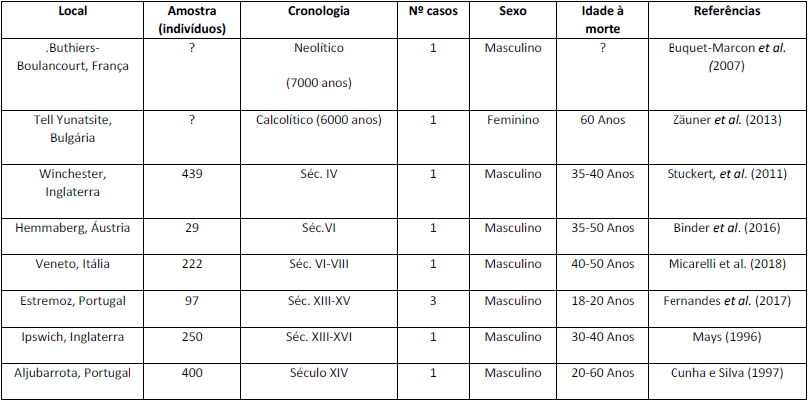
Tabela 1: Contexto geográfico e cronológico e dados do perfil biológico dos indivíduos com evidências de amputação encontrados na literatura paleopatológica

Figura 1: Imagem satélite com disposição dos casos paleopatológicos de amputação na Europa

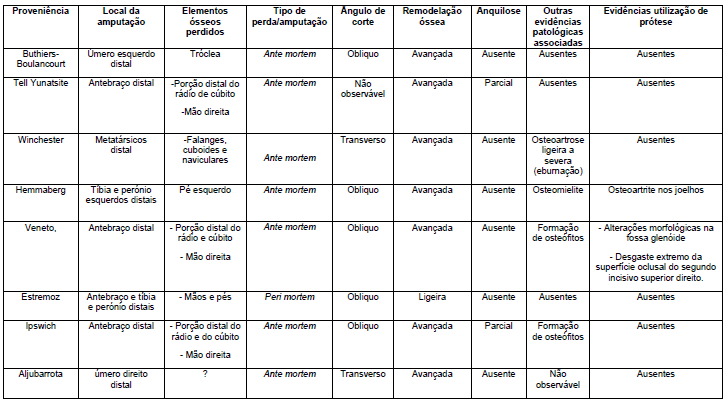
Tabela 2: Características das amputações reportadas na literatura paleopatológica

Em contexto arqueológico e paleopatológico, os casos de amputação (remoção intencional, traumática ou relacionada com algum tipo de doença, de um membro ou parte dele.) são raros mas revelam a sua prática ao longo do tempo, um pouco por todo o mundo e com base em diversas motivações.

## Europa: evidências arqueológicas e paleopatológicas
As evidências paleopatológicas de amputação na Europa, provêm de diversos e distintos contextos geográficos, arqueológicos e cronológicos (tabela 1, figura1). As mais antigas remontam ao Neolítico e foram encontradas no úmero direito de um esqueleto recuperado do sítio arqueológico Buthiers-Boulancourt localizado em Paris (França).

## Métodos de diagnóstico
O diagnóstico de amputação em paleopatologia é revestido de enormes limitações sobretudo se não existir remodelação óssea, sendo facilmente confundíveis com fraturas ante mortem não consolidadas ou post mortem. Assim, a grande maioria dos casos é diagnosticada através da evidência de cicatrização do coto. Como métodos complementares são utilizadas a análise métrica aos elementos ósseos afetados e as técnicas como a radiologia, a tomografia computorizada, a reconstrução 3D. A interpretação das evidências registadas é indissociável das fontes arqueológicas, cronológicas e/ou documentais.

## Caraterísticas biológicas
Em populações do passado as amputações eram efetuadas, maioritariamente, nos homens (tabela 1)  e acometiam sobretudo as extremidades distais dos antebraços e das pernas com perda das mesmas e das mãos e/ou pés  (tabela 2). As lesões, e à exceção das ocorridas peri mortem (tabela 2), progrediam para a cura, registando-se a formação de tocos remodelados, sem sinais de infeção e com tendência ao desenvolvimento de alguns osteófitos, podendo culminar na anquilose parcial dos ossos do antebraço (tabela 2). Em alguns casos os tocos bastante arredondados e “polidos” nas extremidades dos antebraços que sofreram amputação indiciam forças biomecânicas exercidas, muito provavelmente, pela colocação/utilização de próteses.

## Causas
As circunstâncias em que as amputações ocorreriam baseiam-se na análise da morfologia do coto e nas especificidades do respetivo contexto cronológico e sociocultural, enquadrando-se, essencialmente, em três categorias:
1. Intervenção cirúrgica: para remover uma região corporal com o intuito de “estancar” um foco infecioso decorrente de uma lesão severa ou doença.[1][2][5][6][7][8][9]
2. Punição judicial: aplicada a indivíduos que cometiam atos criminosos.[1][4][5][6][7][8]
3. Violência interpessoal: ferimentos durante conflitos.[1][5][7]

Outras causas como as práticas rituais e os acidentes não devem ser descartadas.

## A ausência de evidências
A escassez de evidências osteológicas de amputação em populações do passado pode residir em diversos fatores entre os quais refira-se:
1. As pessoas que sofriam amputação sucumbiriam rapidamente não sobrevivendo o tempo suficiente para que o tecido ósseo respondesse ao trauma;[7]
2. Tendo as lesões ocorrido imediatamente antes da morte do indivíduo, surgem as dificuldades em efetuar a distinção entre fraturas peri ou post mortem;[7]
3. As evidências ósseas deste tipo de lesão poderão não resistir tendo sido destruídas post mortem, devido à ação dos diversos fatores tafonómicos.[7]